# Igreja Matriz da Ribeira Brava
A Igreja Matriz da Ribeira Brava ou Igreja de São Bento (Madeira), na freguesia e concelho de Ribeira Brava, é um dos mais importantes conjuntos patrimoniais da região. Com origem numa pequena capela do século XV, este templo - que veio a tornar-se igreja paroquial - possui um assinalável valor artístico, de influência flamenga, nomeadamente nos painéis que representam a Virgem com o Menino, ladeados por São Bento e São Bernardo, bem como na imagem de Nossa Senhora do Rosário, do século XVI. É um edifício do século XVI e um dos mais antigos templos rurais da Diocese do Funchal dos mais visitados na ilha. (Imóvel de interesse público)

## Localização
A igreja situa-se na Rua Camachos, na Ribeira Brava, Ilha da Madeira. O horário de funcionamento da igreja é de Terça-feira a Domingo das 7:30 às 18:00 com interrupção à Segunda-feira.

## Construção
A sua construção data do século XVI, sendo modificada através dos séculos até chegar ao edifício atual.
A Igreja é dotada de um portal de três arquivoltas góticas, dotados de capiteis historiados.
Edificada no século XVI, com origem numa pequena capela do século XV, a Igreja Matriz da Ribeira Brava, ou de São Bento, situada no centro da vila, sofreu várias intervenções ao longo do tempo. Esta igreja apresenta caraterísticas manuelinas, maneiristas e barrocas e alberga um rico acervo de pintura, escultura, ourivesaria e talha dourada dos séculos XVI e XVII, sendo por isso, um dos conjuntos patrimoniais mais importantes da região tendo, inclusivamente, o seu tesouro sido exposto no Museu Real de Belas-Artes de Bruxelas.

## Interior
No seu interior apresenta uma coleção de peças em prata dos séculos XVI e XVII, uma imagem monumental de Nossa Senhora do Rosário, de produção flamenga, datada de cerca de 1520. Painéis de origem flamenga que atribuído ao pintor Flamengo, Francisco Henriques, representando Nossa Senhora, São Bento e São Bernardo. Ainda no seu interior, a igreja possui três altares principais: o altar-mor e outros dois laterais. A capela-mor é denominada por um magnifico retábulo de talha dourada e policromada dos finais do século XVII, atribuído à oficina da Manuel Pereira de Almeida, igualmente responsável pelos outros dois altares. No seu interior podemos ainda encontrar trabalhos manuelinos como os capitéis, o púlpito da Matriz e a pia batismal (que foi oferta de D. Manuel I).
É um dos mais importantes conjuntos patrimoniais da região. Com origem numa pequena capela do século XV, este templo - que veio a tornar-se igreja paroquial - possui um assinalável valor artístico, de influência flamenga.